# 第11軍 (人民解放軍陸軍)
第11軍（第11军）とは、国共内戦時代から1952年まで存在した中国人民解放軍陸軍の軍級部隊。

## 歴史
第11軍は、1931年1月に商南地区で編成された紅軍第4軍（井岡山の紅4軍とは別）を前身とし、鄂豫皖地区の主力を構成した。数次の「囲剿」戦役、黄安、商横、蘇家埠等の戦役を経て、4方面軍に従い長征に参加し、4方面軍最強の部隊と称された。日中戦争勃発後、紅軍第4軍第10師は、八路軍第129師第385旅第769団に改編された。
1937年9月、第769団は、雁門を南下する日本軍を攻撃した。途中、日本軍の陽明堡飛行場の防備が薄いことを発見し、これを奇襲した。この奇襲により20数機の日本軍機を破壊し、国民党政府からも賞賛された。その後、第769団は、敵後方に浸透し、太行山を根拠地とした。
1946年6月、晋冀魯豫野戦軍第3縦隊に改編。同年10月、張家店戦役を発起し、国民党第88師と第62旅を撃滅した。1948年5月、中原野戦軍第3縦隊に改称され、皖東、豫東戦役に参加した。同年10月、淮海戦役に参加。
1949年3月、中国共産党中央軍事委員会の決定により、第11軍に改称され、第2野戦軍第3兵団に配属された。同年4月、渡江戦役に参加し、鉄板洲、鴨児溝、玉板洲の防衛線を突破した。11月、西南部に進軍し、川湘防衛線を突破して、重慶、成都を解放した。
1952年10月、第11軍は、杭州に移動し、空軍第5軍に改編された。配下の第182師は鉄道兵に改編され、第32師は第16軍に、第33師は第60軍に配属された。